# El pecado social
El pecado social es una película documental peruana de 2024, escrita y dirigida por Juan Carlos Goicochea en su debut como director. Sigue a Roger Pinchi en su búsqueda de justicia para él y de su hermana trans, quien fue asesinada por el grupo terrorista Movimiento Revolucionario Túpac Amaru.

## Sinopsis
Roger Pinchi Vásquez, un hombre homosexual y maestro, vivía en Tarapoto, localidad de la selva peruana, durante los años 1980, cuando el Movimiento Revolucionario Túpac Amaru (MRTA) inicia su incursión en esa región e inicia las campañas de limpieza social contra las disidencias sexuales. En 1990, al ser confundido con su hermana Fransuá, una peluquera trans, Roger es secuestrado por los emerretistas. Es liberado rápidamente, pero su hermana es asesinada por el grupo subversivo. Debido a estos hechos, Roger es expulsado de la escuela primaria donde trabajaba, y huye a Lima como desplazado de la violencia terrorista. Así, tras declarar en el Lugar de la Memoria, busca justicia y reparación por parte del Estado peruano.

## Producción

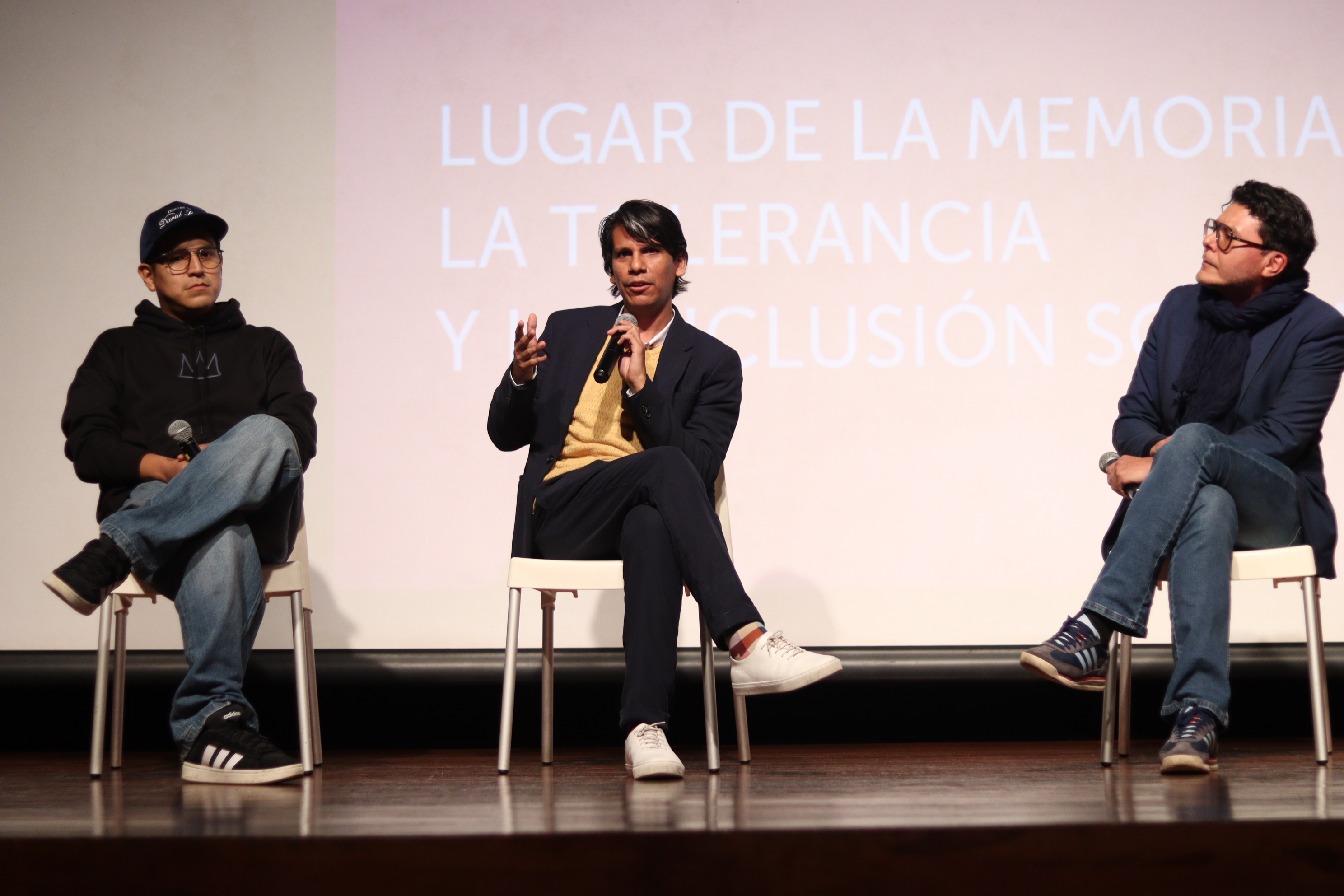
El director Juan Carlos Goicochea (centro) en un conversatorio con Alberto Castro (izquierda) tras la proyección de la película en el Lugar de la Memoria.

La película fue planteada desde 2014 como un proyecto sobre rescate de memoria en el nororiente peruano por parte de Juan Carlos Goicochea. Al año siguiente viajó a Tarapoto para profundizar sobre la noche de las Gardenias, una masacre cometida por el MRTA contra la población LGBT+. En 2016 finalizó su etapa de investigación y escritura del guion, y se inició la búsqueda de fondos, a través de micromecenazgo.
En 2017, un avance de la investigación fue incorporado al proyecto Micromuseo en el distrito de Miraflores.
En su búsqueda de patrocinios y financiación, el proyecto participó en diversos eventos como MicSur (Colombia, 2016), Atelier del Talent Buenos Aires (Bolivia Lab, 2017), Chile Doc (Chile, 2017), Labex (2018), Nuevas Miradas (Cuba, 2018) y DOCMX (2022). En 2019, el proyecto recibió apoyo económico por parte del DAFO para su postproducción.
La fotografía estuvo a cargo de Carlos Sánchez, Pablo Ráez y Ángel Pajares, mientras que la producción es de Diana Castro.

## Estreno
La película fue estrenada en Arequipa el 9 de agosto, como parte de las exhibiciones itinerantes de la 28 edición del Festival de Cine de Lima. En Lima fue estrenada el 16 de agosto en la sala Armando Robles Godoy del Ministerio de Cultura.

## Premios
- Premio Gio, entregado por Crónicas De La Diversidad, en la categoría de Mejor director para Juan Carlos Goicochea[12]
- Premio Especial del Jurado del Festival de Cine de Lima.